# Justerschaal
Een Justerschaal is een psychometrisch instrument om de aankoopwaarschijnlijkheid van een nieuw product te meten. De schaal is genoemd naar F. Thomas Juster, die in 1966 beargumenteerde dat de meeste op dat moment beschikbare psychometrische verbale instrumenten via een omweg naar de (aankoop)waarschijnlijkheid vroegen. Het idee achter de Justerschaal is om de omweg achterwege te laten en de respondent direct naar de waarschijnlijkheid van een toekomstige aankoopbeslissing te vragen.
De standaardvariant van de schaal kent 11 punten, van 0 (nagenoeg zeker dat niet tot aankoop wordt overgegaan) tot 10 (nagenoeg zeker dat tot aankoop wordt overgegaan). Voor elk meetpunt kent de schaal numerieke scores, alsook een verbale equivalent van een numerieke score.
De schaal, in aangepaste bewoording, is ook gebruikt buiten het bereik van aankoopbeslissingen.
Justerschalen geven geen goede voorspelling. Toch is de consensus dat het gebruik van Justerschalen bruikbare en voldoende betrouwbare informatie oplevert. Daarbij blijken voorspellingen gebaseerd op Justerschalen, betrouwbaarder voor de volgorde in marktaandeel van verschillende (nieuwe) producten, dan voor de specifieke marktaandelen gemeten in procenten.

## Voorbeeld
Wat is op een schaal van 0 tot 10, waar 0 "absoluut niet" en 10 "absoluut zeker" betekent, de kans dat u [product X] in de komende 12 maanden aanschaft?
  0. Absoluut niet, nagenoeg geen enkele kans (kans 1 op 100)

  1. Zeer kleine kans (kans 1 op 10)

  2. Kleine kans (kans 2 op 10)

  3. Heel klein beetje waarschijnlijk (kans 3 op 10)

  4. Klein beetje waarschijnlijk (kans 4 op 10)

  5. Enigszins waarschijnlijk (kans 5 op 10)

  6. Waarschijnlijk (kans 6 op 10)

  7. Behoorlijk waarschijnlijk (kans 7 op 10)

  8. Zeer waarschijnlijk (kans 8 op 10)

  9. Bijna zeker (kans 9 op 10)

10. Nagenoeg tot absoluut zeker (kans 99 in 100)

Thurstoneschaal · Likertschaal · Guttmanschaal · semantisch differentiaal · Stapelschaal · Justerschaal · visueel analoge schaal